# João Ricardo Riedi
João Ricardo Riedi (Mariano Moro, Río Grande del Sur, Brasil; 6 de septiembre de 1988), conocido como João Ricardo, es un futbolista brasileño que juega como portero en el Fortaleza de la Serie A de Brasil.

## Trayectoria
João Ricardo hizo su debut profesional en Concórdia en 2008. Se mudó a Brusque poco después, siendo utilizado regularmente durante su período de dos años.
En 2010 se unió a Goiânia, pero regresó a su club anterior más tarde ese año. Luego apareció con Brusque en el Campeonato Brasileiro Série C del 2011 como titular.
El 1 de agosto de 2012 fichó por el Paysandu tras un breve paso por Marcílio Dias.
El 12 de diciembre de 2012 se mudó a Veranópolis. Tras ser titular indiscutible se incorporó a Icasa. 
El 4 de enero de 2014 fichó por el Paraná también en el segundo nivel. El 8 de junio de ese año se mudó al América Mineiro, logrando el ascenso a la Série A en 2015.
El 2 de enero de 2019 se unió al Chapecoense con un contrato de dos años, como reemplazo de Jandrei, que se dirigía al Génova. En abril fue suspendido hasta nuevo aviso luego de dar positivo en un examen de dopaje.

## Clubes
| Club                     | País   | Año           |
| ------------------------ | ------ | ------------- |
| Concordia                | Brasil | 2008          |
| Brusco                   | Brasil | 2008-2010     |
| Goiânia                  | Brasil | 2010          |
| Brusco                   | Brasil | 2011-2012     |
| Marcilio Dias            | Brasil | 2012          |
| Rio Branco-AC            | Brasil | 2012          |
| Paysandú                 | Brasil | 2012          |
| Veranópolis              | Brasil | 2013          |
| Icasa                    | Brasil | 2013          |
| Parana                   | Brasil | 2014-2015     |
| América Mineiro (cedido) | Brasil | 2015          |
| América Mineiro          | Brasil | 2016-2018     |
| Chapecoense              | Brasil | 2019-2021     |
| Ceará                    | Brasil | 2021-2022     |
| Fortaleza                | Brasil | 2023-presente |

## Palmarés

### Torneos regionales
| Título                 | Club            | Estado          | Año  |
| ---------------------- | --------------- | --------------- | ---- |
| Campeonato Mineiro     | América Mineiro | Minas Gerais    | 2016 |
| Campeonato Catarinense | Chapecoense     | Santa Catarina  | 2020 |
| Campeonato Cearense    | Fortaleza EC    | Ceará           | 2023 |
| Copa do Nordeste       | Fortaleza EC    | Región Nordeste | 2024 |

### Torneos nacionales
| Título                          | Club            | País   | Año  |
| ------------------------------- | --------------- | ------ | ---- |
| Campeonato Brasileño de Serie B | América Mineiro | Brasil | 2017 |
| Campeonato Brasileño de Serie B | Chapecoense     | Brasil | 2020 |